# کولپیترو
کولپیترو (به ایتالیایی: Collepietro) یک کومونه در ایتالیا است که در استان لاکویلا واقع شده‌است.

## خصوصیات
کولپیترو ۱۵٫۲۴ کیلومترمربع مساحت و ۲۴۳ نفر جمعیت دارد و ۸۴۹ متر بالاتر از سطح دریا واقع شده‌است.